# Колонковое бурение
Коло́нковое бурение — вид быстровращательного бурения, при котором разрушение породы происходит по кольцу, а не по всей площади забоя. Внутренняя часть породы в виде керна, при этом, сохраняется. Данная разновидность бурения является одним из основных технических средств разведки месторождений твёрдых полезных ископаемых.
Применяют при бурении крепких пород. Породы большой крепости бурят дробовыми или алмазными коронками, порода средней крепости — победитовыми, вольфрамитовыми коронками, породы небольшой крепости — стальными бурильными коронками. При этом производят промывку забоя скважины (водой или глинистым раствором).
Колонковое бурение имеет большое преимущество перед другими способами бурения, давая из выбуриваемой породы керны — столбики пород ненарушенной структуры. Для этого керн периодически заклинивают, отрывают от забоя и поднимают на поверхность.

## Особенности колонкового бурения
- из скважины извлекают керны
- возможность бурения под различными углами к горизонту, в породах любой твёрдости и устойчивости;
- малый диаметр скважины при её большой глубине
- применение относительно легкого оборудования

## Инструмент для колонкового бурения
- коронка;
- колонковая труба;
- тройной переходник;
- шламовая труба;
- колонна бурильных труб
- ниппельные или муфтово-замковые соединения;
- промывочный сальник.

Для спускоподъемных операций применяют различные ключи, элеваторы и подкладные вилки.
Коронки представляют собой короночные кольца, изготовленные из трубных заготовок, в рабочий конец которых вставлены резцы из твёрдых сплавов или алмазы. Верхняя часть короночного кольца имеет наружную правую трапецеидальную резьбу, а её внутренняя поверхность расточена на конус.